# Дельфіній
37°31′48″ пн. ш. 27°16′50″ сх. д. / 37.529916666667° пн. ш. 27.280694444444° сх. д.
Дельфіній (англ. Δελφίνιον) — одне із судовищ ефетів (членів судової колегії) в Афінах, що було біля храму Аполлона Дельфінія. Тут розглядали справи про так звані законні вбивства (вбивство ворога, розбійника, тирана і т. ін.).
Дельфіній (англ. Δελφίνιος) — епітет Аполлона як бога — покровителя мореплавства. У гомерівському гімні «До Аполлона» бог сам перетворюється на дельфіна й веде моряків.